# 1-cloro-2-octino
El 1-cloro-2-octino o 1-clorooct-2-ino es un compuesto orgánico de fórmula molecular C8H13Cl. Es un cloroalquino lineal de ocho carbonos con un átomo de cloro unido a uno de los carbonos terminales y un triple enlace entre los carbonos 2 y 3 de la cadena carbonada.

## Propiedades físicas y químicas
A temperatura ambiente, el 1-cloro-2-octino es un líquido incoloro con una densidad inferior a la del agua, ρ = 0,931 g/cm³. Tiene su punto de ebullición a 191 °C (81 °C a una presión de solo 15 mmHg) y su punto de fusión a 21 °C, siendo ambos valores estimados.
El valor del logaritmo de su coeficiente de reparto, logP = 3,813, indica que es mucho más soluble en disolventes apolares que en disolventes polares.
Es incompatible con agentes oxidantes fuertes.

## Síntesis
El 1-cloro-2-octino se puede sintetizar tratando 2-octin-1-ol con 3,3-dicloro-1,2-difenilciclopropeno, obteniéndose también 2,3-difenil-2-ciclopropen-1-ona (DPC). Esta misma reacción tiene lugar si, en vez de 2-octin-1-ol, se utiliza 2-ciclohexenol como precursor. En ambos casos se consigue un rendimiento del 90%.

## Usos
El 1-cloro-2-octino se ha utilizado en reacciones de alquilación de alquinos, empleando una sal de cobre (por ejemplo ioduro de cobre (I)) como catalizador, ioduro de sodio y carbonato de potasio.
También en reacciones con ésteres sililborónicos en presencia de cianuro de cobre (I) como catalizador y metóxido de sodio como base estequiométrica, para generar silanos alenílicos terminales.
Este cloroalquino se puede usar como hidrocarburo halogenado junto a un monómero polimerizable en la manufactura de neumáticos de alto rendimiento para automóviles y motocicletas.

## Precauciones
El 1-cloro-2-octino es un producto combustible cuyo punto de inflamabilidad es 68 °C. El contacto con el provoca irritación en la piel y en los ojos.